# Negiranje antecedensa
Negiranje antecedensa (antecedencije) je učestala logička pogreška. Javlja se kod argumenata kojima je osnovica u uzročnosti. Javlja se kad se pokušava dokazati da ne će biti posljedice A, nema li jednog uzroka. Greška se ovdje javlja zbog previđanja mogućnosti drugog uzroka koji može izazvati posljedicu A.
Primjer:

Ako daždi, trava je mokra.

Ne daždi.

Zaključak: trava nije mokra.
Zaključak očigledno nije točan jer trava može i na druge način biti mokra, jer ju je n.pr. netko mogao zalijevati. Uz "daždi" (kiši) implicira da "trava je mokra", jedino možemo sigurno zaključiti da ako trava nije mokra, ne daždi (ne kiši).